# Oost-Graftdijk
Oost-Graftdijk est un village de la province de Hollande-Septentrionale aux Pays-Bas. Elle fait partie de la commune de Alkmaar.
Le village de Oost-Graftdijk a une population de 145 habitants. La population du district statistique (village et campagne environnante) d'Oost-Graftdijk est de 340 habitants environ (2005).